# Alfarería de Buño

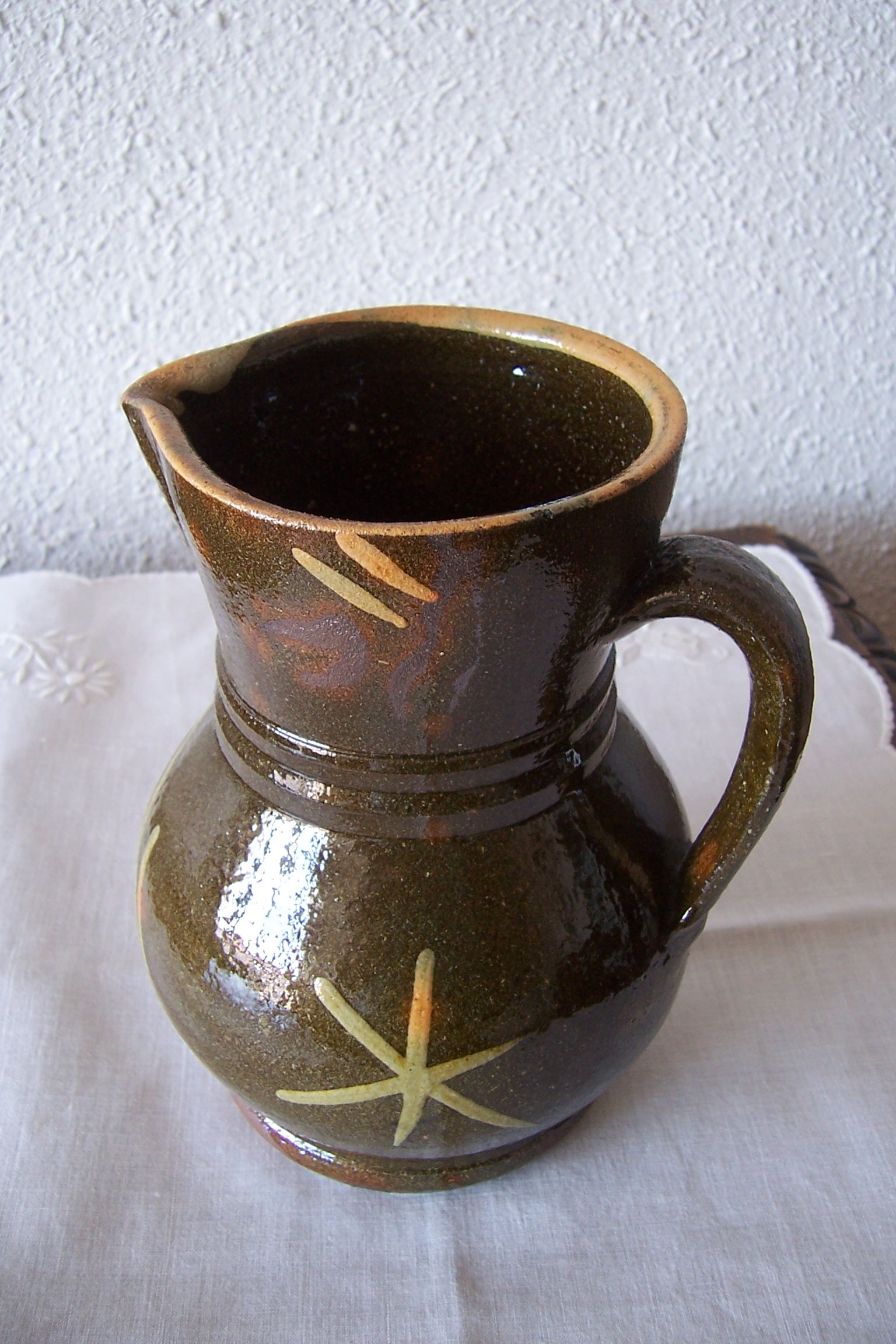
Jarra de barro vidriado, (Buño, Galicia, España).

La alfarería de Buño es uno de los focos tradicionales de la cerámica del noroeste de la península ibérica. Por lo general, los barros de Buño son de muy buena calidad y muy valorados respecto a la de otros centros productores.
La obra de sus «oleiros y cacharreiros» y sus alfares, primitivos obradores instalados en la cocina de la vivienda, fueron inmortalizados en la pintura costumbrista de Fernando Álvarez de Sotomayor.

## Oleiros y cacharreiros

### Registros históricos
En Buño, parroquia de Malpica encomendada a Santo Estevo, se ha documentado actividad alfarera desde el siglo XVI. Así consta en el archivo parroquial, en el que el oficio de alfarero queda registrado como ocupación tradicional a partir de 1510. Más tarde, en los siglos XVIII y XIX, se registra su industria en las recopilaciones de Eugenio Larruga y en el diccionario de Pascual Madoz.

### El proceso alfarero
No resulta exagerado anotar que, a lo largo de su historia, la mayoría de los parroquianos de Buño han tenido relación con la industria del barro. Los ancianos de la localidad, en trabajos etnográficos de finales del siglo XX, informaban de la existencia de hasta ochenta alfares en activo, con dos tornos cada alfar, uno para el dueño y otro para un oficial a jornal.

#### La extracción del barro
Los barros utilizados tradicionalmente en Buño se extraían de Monte de Os Barreiros, situado a 1,5 km de Buño.
Los artesanos y asalariados realizaban la extracción en verano. El trabajo consistía en realizar un pozo vertical para buscar la veta deseada, la cual se seguía horizontalmente hasta agotarla u obtener la cantidad necesaria.
La obtención de buenos barros en los barreiros implicaba excavar profundas galerías que, siguiendo las técnicas mineras elementales, había que ir apuntalando para evitar hundimientos.

#### Secado, pisado y pulverizado
El barro estraído, una vez seco, era machacado con un pisón dentro de una pila de piedra hasta reducirlo a polvo. Seguía luego la tarea de peneirar o cerner ese polvo pasándolo por una criba y recogiéndose en el cofre (un depósito de madera). Estás labores de fuerza y paciencia eran realizadas por las mujeres de la familia.

#### Amasado
Periódicamente, en función de la cantidad necesitada, el alfarero amasaba parte del barro preparado formando los pelorus, pellas para cada pieza a realizar o incluso para más de una.
El amasado varía según los tipos de barro. Los de corpo o de mucha liga (el llamado barro caitano, por ejemplo) suelen rebajarse con otros barros arenosos como los que responden a las denominaciones locales de: sarasa, zorra d'o pino (probable deformación de saburra, arena) y Lorenzo, un barro con nombre propio.

#### El torno
El tipo de torno que se utiliza es el alto o rápido, característico de la mayoría de los centros alfareros del NO Peninsular (Bonxe, Niñodaguia, Jiménez de Jamuz, etc).
En Buño llamado roda (por "rueda" de alfarero), que componen:
- la forma o plato, donde se modela el barro;
- la cuncheira ( el tabanque
- el eixo (eje) y el beo (extremo inferior del eje);
- el xugo da roda, una abrazadera que sujeta el eje al bastidor de la mesa por la parte superior;
- la mesa do tabuleiro, o parte del tablero más ancha, y el roladoiro, parte más estrecha y próxima al alfarero, donde se preparan los pelouros;
- la sedeira o asiento y
- el poyo para apoyar los pies.

El instrumental artesano auxiliar es modesto: una caña para modelar y un hilo (para separar la pieza del platillo, tras el modelado).

#### Fumeiroy vidriado
Es el nombre que recibe el secadero (dentro de la casa) donde los cacharros ya modelados se sacarán con el humo y el calor del hogar antes de ser vidriados.
Seseña explica que el vidriado se hace con galena de Linares y sílice de Lage, que unidos a una mezcla licuada del mismo barro de la pieza a vidriar se untan en ella, a modo de engobe. Las decoraciones posteriores se harán bajo cubierta plumbífera, y las distintas coloraciones se conseguirán añadiendo óxidos, siguiendo técnicas de comienzos del siglo XX. Tras el vidriado se procederá a enfornar y desenfornar (respectivamente cargar y descargar el horno).

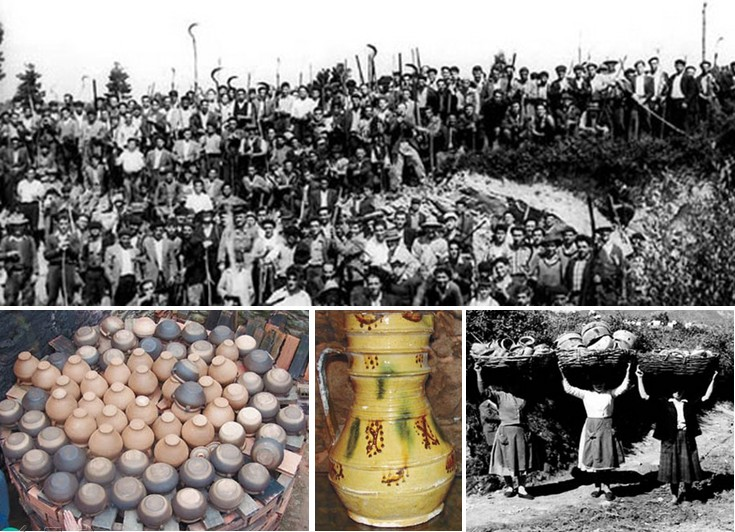
Exposición de los Oleiros de Buño (Galicia, España); arriba: todo el pueblo participa en la extracción del barro. Abajo/izq: colocación circular de las piezas dentro del horno. Abajo/centro: jarra vidriada de 1918. Abajo/dcha: mujeres acarreando cestos de loza. Archivo Histórico Municipal.

#### Los hornos
Las hornadas son un espectáculo alfarero en el que participan hombres y mujeres, dado el gran tamaño de los hornos comunales de Buño: construcciones de mampostería exterior (hornos de piedra) de dos a tres metros de diámetro por dos de altura, de boca abierta, orientada al noroeste, y con capacidad para dos mil piezas. Por lo general se encuentran situados aprovechando un desnivel del terreno.
La operación denominada enforar o colocación de los cacharros sobre la parrilla, se realiza dentro del horno por varios hombres, encajando las piezas de mayor a menor y formando círculos en cuy centro se pondrán las vasijas vidriadas. Sobre esta carga se colocan ladrillos empastados con barro y lodo, y aún encima, el enfornador continuará poniendo cacharros desde fuera. Finalmente, en la parte más alta, se instalan cuidadosamente vasijas de boca grande y, encima de ellas, cachos de vasijas rotas que se empastarán con la mencionada mezcla de barro y lodo, pero dejando unas rendijas que sirvan de tiro.
La combustión se consigue con leña de toxo, roble y desde la era de la repoblación forestal con pino y eucalipto. Calentar el horno costará unas seis horas de constante alimentación, alcanzándose una temperatura entre los 800 y los 1000 °C. La tensión y responsabilidad despertadas por este proceso, decisivo según sea su desenlace, hace que algunos oleiros ayunen esa jornada y, en general, las familias eleven jaculatorias del tipo: «Santa Filomena queira que faga ben cousas» o «Santo Estevo queira que as poña boas».
A finales del siglo XX, García Alén citaba la existencia activa de tres hornos colectivos: "Os Mourons", "A Costa" y "O Cruceiro".
- Hacia mitad del siglo XX, un oleiro indiano, trajo a su regreso de Cuba el horno de botella; construido bajo un cobertizo, con parrilla y pared de ladrillo y cerrado por una bóveda.[9]

#### Las piezas
Si bien el barro de la zona es, por su composición y cualidades, más adecuado a recipientes de alfarería de fuego, la larga tradición de este foco ha producido todo tipo de cacharrería: olas, cazolas con dos asas y mango, pucheiros, chocolateiras, potas, cuncas (escudillas) y cunquelos (lebrillos de base plana para comer), tazas, platos, tarteiras, barreñas, sellas, perrones, los populares botixos de rosca (botijos en forma de rueda y a menudo con pitorro en forma de gallo), petos (huchas), macetas, benditeras.
La riqueza de la alfarería de Buño queda patente por ejemplo en la variedad en los bordes de sus vasijas, de los que el ceramólogo García Alén llegó a diferenciar hasta doce tipos distintos.
Más allá de la vajilla y cacharrería doméstica tradicional, son muy populares dos piezas festivas: el chifre y la buxina, primitivos silbatos con escasas pretensiones de instrumento (musical).

#### La decoración
Los motivos decorativos tradicionales eran originalmente sencillos: líneas incisas con un extremo de la caña y ondas muy juntas llamadas picadillo. Más modernas son las listas o cintas trazadas con un barro de distinto color, que luego han ido evolucionando hasta convertirse en flores, gallos, peces, cuernos de cabra, etc. También se usan como motivo decorativo los vivos (resaltes concéntricos que se hacen mientras se elabora la pieza).
Decoración
Se distinguen dos tipos principales de técnicas decorativas:
1. Decoración incisa ("riscos"), que se realiza con punzón y presenta acanaladuras de tres clases:
  1. rectas, es decir, líneas horizontales,
  2. ondulantes (formando una onda a lo largo de todo el perímetro).
  3. Espitado/embarillado, que se realiza haciendo rozar la espita sobre la superficie recién torneada, con lo que se elimina una pequeña porción de pasta. La decoración cubre toda la panza y recibe el nombre de espitado o embarillado. Esta decoración estaba ya presente en época romana, y es Buño la única alfarería tradicional que mantiene este motivo decorativo.
2. Decoración pintada; para ella se utiliza una pluma larga de gallina o el pincel, impregnados con un barro blanco diluido para las piezas de barro rojo y óxido de hierro para las realizadas en barro blanco. Los motivos son variados, incluyendo multitud de formas geométricas, como líneas, puntos, retículas, círculos concéntricos, así como motivos vegetales y animales.

#### Memoria alfarera
Nombres para la memoria alfarera de este pueblo: los Añón, los Caamaño, los Cambón, los Cambre, los Gorín, los Nieto, los Pereira, los Varela, los Anons... que como gremio o corporación artesana han quedado inmortalizados en el tesoro de la tradición oral:
«Inda que somos de Buño, non somos todos oleiros; tamén na terra de Noia non son todos zapateiros.»

#### La venta y la alfarería comarcal
Históricamente la producción de los oleiros de Buño estuvo asociada a los cacharreiros, arrieros de la montaña que se acercaban a la Costa de la Muerte a cargar sus alforjas o carretas y revender las piezas por ferias y mercados de la comarca, o de puerta en puerta.
Otros focos alfareros en el entorno geográfico de Buño, aunque menos importantes, hubo en Leiloyo (citado por Labrada en 1804), o más al sur, ya dentro del partido de Negreira (citado por Madoz, en Santa María de Alón, o en Santa Cristina do Barro, junto a Noya.

## Recuperación
Tras una lenta decadencia que había llevado a la mayoría de los alfareros de Buño al paro o la emigración,
ya al final del siglo XX, llegaría con las reivindicaciones culturales autonómicas, una recuperación de ciertos aspectos del sector y la elaboración de piezas para turistas hechas con modernos moldes: hórreos, juegos de café, ceniceros.
En 2007, la "Asociación Oleira de Buño de Galicia" recibió la Medalla de Oro al mérito en las Bellas Artes.
Desde 1983, en la localidad se celebra cada mes de agosto una "Mostra da Olería de Buño", en la que además de las piezas tradicionales y un amplio catálogo turístico, el visitante de la feria puede comprar desde un diminuto dedal de cerámica hasta una reproducción en barro del Guernica. También se ha restaurado un conjunto de once edificios tradicionales que constituyen el ecomuseo Forno do Forte, donde se muestra el modo de vida de una familia alfarera sobre 1950.